# Sparbanken Skåne (1984–1992)
För den senare banken med samma namn, se Sparbanken Skåne.
Sparbanken Skåne var en svensk sparbank, bildad 1984 genom sammanslagning av Sparbanken Malmöhus, Sparbanken Västra Skåne, Sparbanken Göinge och Söderslätts Sparbank.
Vid bildandet hade banken 1 350 anställda och kontor på 117 orter i arton kommuner. Den var då Sveriges sjätte största bank och näst största sparbank efter Första Sparbanken.
Vittsjö sparbank uppgick i Sparbanken Skåne 1990. 1991 tvingade Bankinspektionen fram en sammanslagning av Tomelilla sparbank och Sparbanken Skåne. I oktober samma år beslutade styrelsen dessutom att femton olönsamma kontor skulle läggas ner, nämligen två kontor i Malmö, ett i Helsingborg samt kontoren i Tygelsjö, Klagstorp, Gantofta, Kvidinge, Oderljunga, Asmundtorp, Häljarp, Härslöv, Hörja, Hökön, Västra Torup och Verum.
Under 1991 gick Sparbanken Skåne och tio andra regionala sparbanker samman i Sparbanksgruppen, som 1992 skulle bilda Sparbanken Sverige med Sparbankernas Bank och Svenska Sparbanksföreningen, som i sin tur blev en del av Föreningssparbanken 1997. Föreningssparbanken/Swedbank överlät därefter i omgångar en del av Sparbanken Skånes tidigare kontor till Färs och Frosta sparbank, Sparbanken Syd och Sparbanken 1826 (Kristianstad).